# Eriosema longiflorum
Eriosema longiflorum är en ärtväxtart som beskrevs av George Bentham. Eriosema longiflorum ingår i släktet Eriosema och familjen ärtväxter. Inga underarter finns listade i Catalogue of Life.